# Trachylepis sechellensis
Espèce
Synonymes
- Euprepes sechellensis Duméril & Bibron, 1839
- Mabuya sechellensis (Duméril & Bibron, 1839)
- Mabuya seychellensis (Duméril & Bibron, 1839)
- Trachylepis seychellensis (Duméril & Bibron, 1839)

Statut de conservation UICN

 LC  : Préoccupation mineure
Trachylepis sechellensis est une espèce de sauriens de la famille des Scincidae.

## Répartition

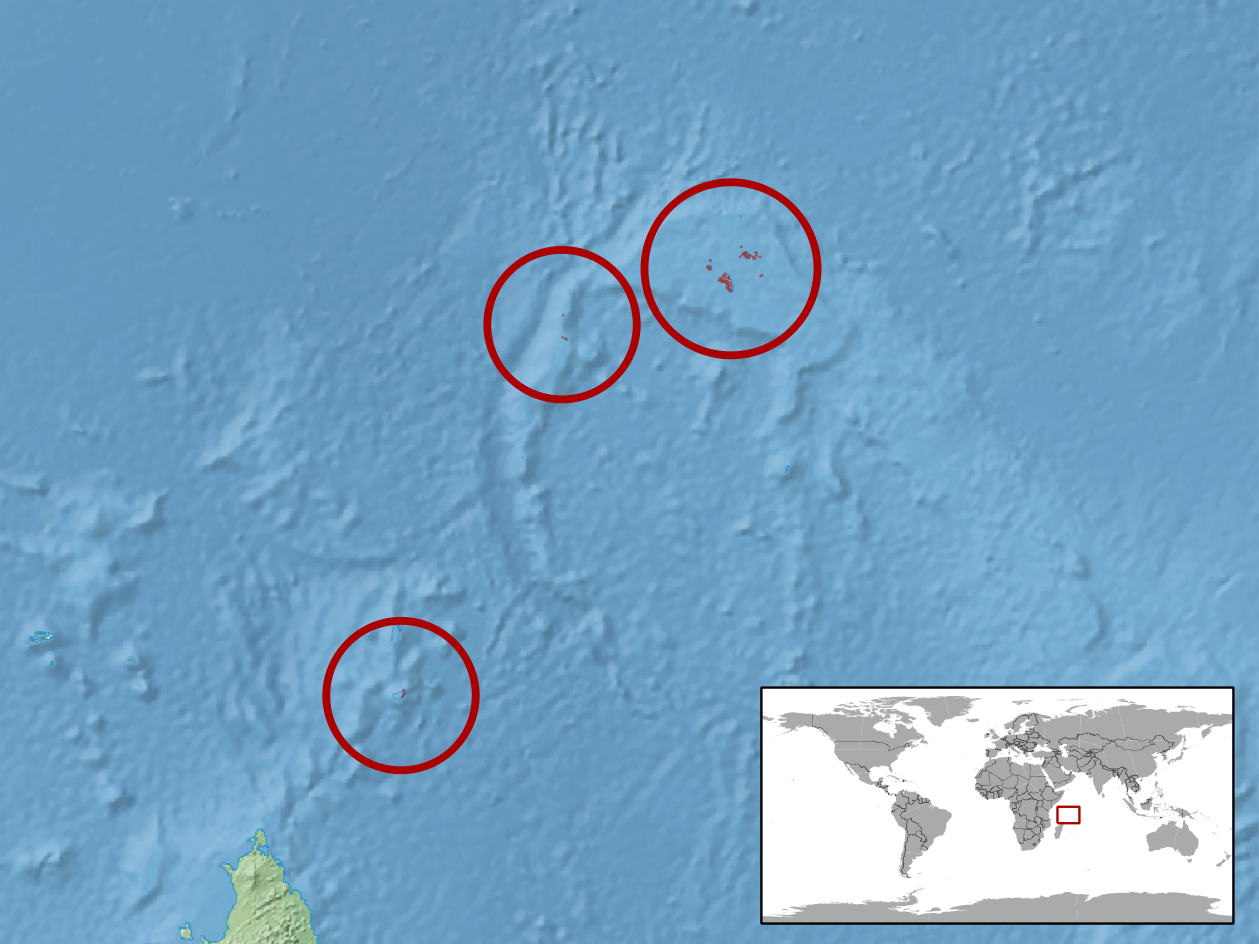
Répartition de l'espèce.

Cette espèce est endémique des Seychelles.

## Étymologie
Son nom d'espèce, composé de sechell[es] et du suffixe latin -ensis, « qui vit dans, qui habite », lui a été donné en référence au lieu de sa découverte.

## Publication originale
- Duméril & Bibron, 1839 : Erpétologie Générale ou Histoire Naturelle Complète des Reptiles. vol. 5, Roret/Fain et Thunot, Paris, p. 1-871 (texte intégral).